# ジェームズ・モリアーティ
ジェームズ・モリアーティ教授（Professor James Moriarty）は、アーサー・コナン・ドイルの推理小説『シャーロック・ホームズシリーズ』に登場する架空の人物。ホームズシリーズにおける最大の悪役であり、そのピカレスク的キャラクターからホームズの最大の敵役として高い人気と知名度を誇る。21歳にして素晴らしい科学論文を書くほどの高い知的能力をもった、元・大学数学教授という表の顔と、ロンドンに暗躍する悪党一味の統領として奸智を振るい、狙った獲物は必ずしとめる犯罪者という裏の顔の2つを併せ持つ。

## 人物
シャーロック・ホームズがモリアーティを評して曰く、「彼は犯罪界のナポレオンだよ、ワトソン君。この大都会の半分の悪事、ほぼすべての迷宮入り事件が、彼の手によるものだ」（最後の事件）。
21歳にして二項定理に関する数学論文を発表（しかしニュートンの発見を超える研究はありえないとされる問題がある）し、地方の小さな大学（ダラム大学とされる）に数学教授の職を得て、『小惑星の力学』という論文を発表するなどその才を発揮したが、同時に、犯罪者としての才も発揮し、それによって職を追われ、ロンドンで教師（army coach）となった。教師の仕事はモリアーティにとって格好の隠れ蓑だった。モリアーティはその天才的な頭脳を駆使して犯罪組織を立ち上げ、自ら手を出すことなく、手下に計画を授けることでその目的を遂げてきた。

### 容姿
ホームズはモリアーティの容貌についてこう述べている。「彼はすこぶる背が高く痩せていて、白くカーブを描く突き出た額を持ち、深く窪んだ眼をしている。ひげは綺麗に剃られ、青白く、苦行者のようであり、顔立ちにおよそ教授らしきものを漂わせている。彼の背は長年の研究から曲がり、顔は前へ突き出て、爬虫類のように奇妙に、いつでもゆらゆらと左右に動いている」（最後の事件）。

### 人脈
モリアーティの人脈は多岐にわたる。作品内に登場した部下としては、ポーロック、セバスチャン・モラン大佐、フォン・ヘルダーの3人がいる。彼らはモリアーティに情報や殺人技量、武器などをそれぞれ提供する。情報網は緻密で、ホームズはそれを称して「千本もの糸を張り出したくもの巣の真ん中に動かないで坐っているよう」と言っている。その情報を以てモリアーティは判断をし、作戦を与えるのである。計画立案の見事さたるや、狙った獲物は必ず逃さないほどで、また、組織の巨大さにより計画が失敗しても、中心部にいるモリアーティらには全く嫌疑もかからなかった。
その才を発揮している例が、『恐怖の谷』のジョン・ダグラスの殺害である。モリアーティは、アメリカから渡って来た復讐者に案を授けて実行させるが、それが失敗したのを見ると、またもや逃亡するジョン・ダグラスを自らの手下に暗殺させた。この事件はモリアーティの手下の一人であるポーロックが、ホームズに殺人計画を手紙で告発しているが、この事件においても、モリアーティはホームズ以外の人物から嫌疑を掛けられることはなかった。

### 名前と兄弟
モリアーティ教授が初登場する「最後の事件」では、彼のファーストネームは明かされない。しかし、教授の兄弟であるジェームズ・モリアーティ大佐（Colonel James Moriarty）が教授の名誉を回復しようと投書をしたことが、ワトソンが事件について語るきっかけになったと言及されている。後に「空き家の冒険」で、ホームズが教授を「ジェームズ・モリアーティ教授」と呼ぶ。教授のファーストネームが言及されたのは、作中でこの一度だけであり、奇妙にも大佐と同名である。『恐怖の谷』では、ホームズの口から、教授の弟はイングランド西部で駅長をしていると語られる。
駅長の弟に関しては原文で his younger brother とあり弟である事が明らかだが、大佐に関しては his brother という記述があるのみで、兄なのか弟なのかは不明である。日本語版では、訳者により「兄」「弟」と解釈が分かれ、上下の区別をつけず「兄弟」と訳している場合もある。教授と大佐が同名のため、ジェームズ・モリアーティというのは複合姓ではないかと考えられている。

## モリアーティというキャラクター

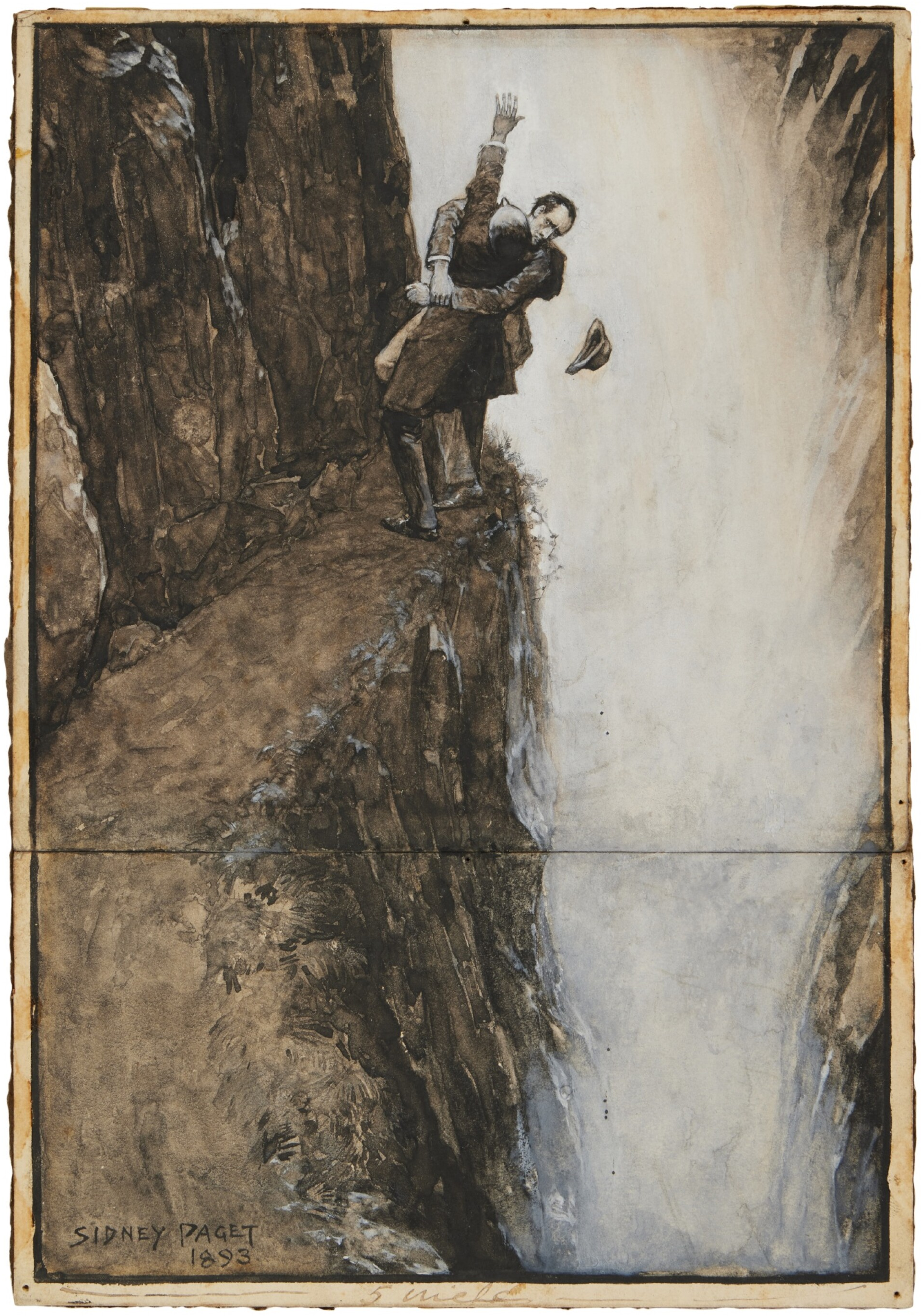
モリアーティの最期 - シドニー・パジェット画、「ストランド・マガジン」掲載の挿絵

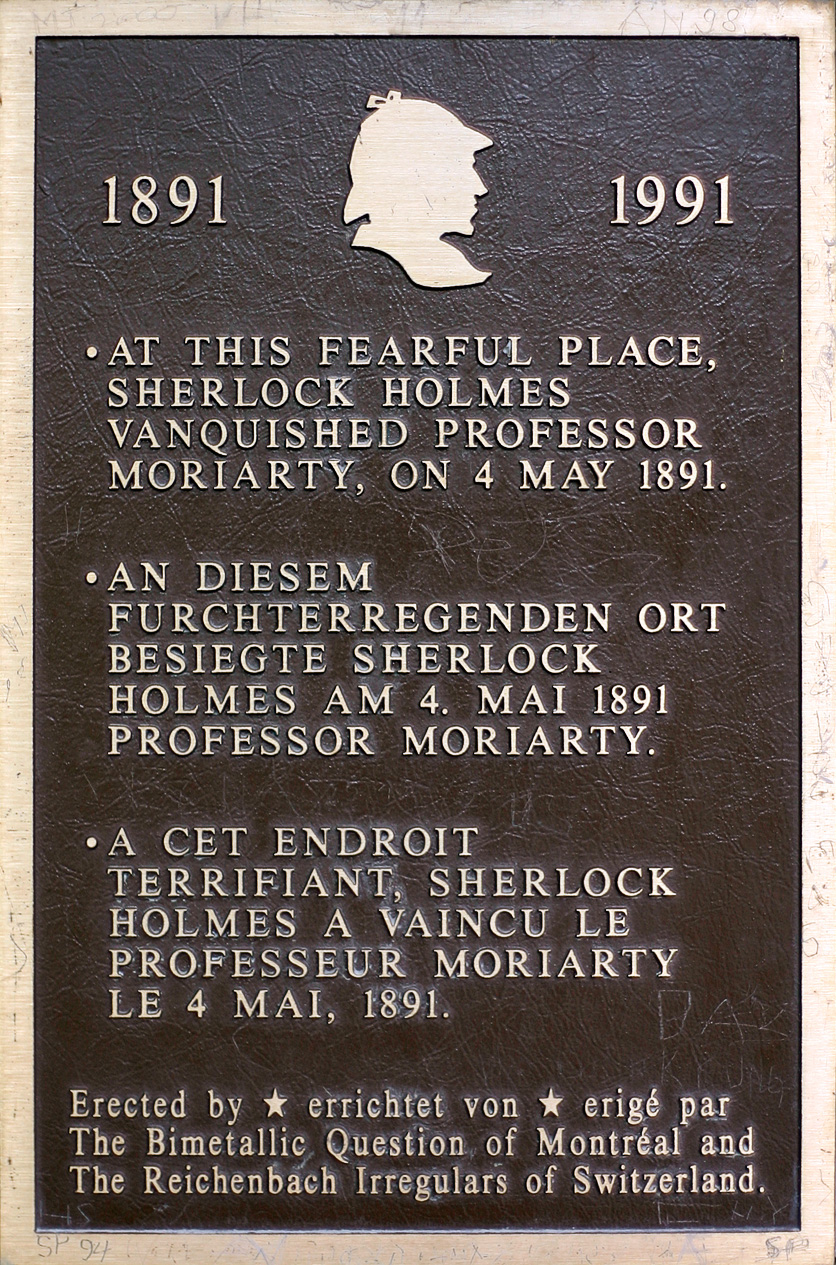
マイリンゲンのライヘンバッハの滝のそばにある、「ホームズとモリアーティの戦いの記念碑」

モリアーティは元々、ドイルがシャーロック・ホームズを終わらせるために作り上げた人物である。そのため、ホームズと同等の知能を持たされた。2人は自らの運命を託して勝負をし、大方はホームズの勝利に終わるが、しかし2人ともライヘンバッハの滝で命を落す、と「最後の事件」で書かれた。しかし、ホームズの復活を望む読者の声に押されて書かれた「空き家の冒険」でホームズは生きていたことにされ、モリアーティ教授の片腕を務めていたセバスチャン・モラン大佐と対決する。
モリアーティがライヘンバッハの滝に転落死した後、モリアーティの部下がホームズの復活と共に駆逐される。この点において、モリアーティは完敗である。そして、ホームズは「空き家の冒険」の次作「ノーウッドの建築業者」の冒頭で「モリアーティを失って以来、この町はつまらなくなった」と述べている。後に書かれた長編『恐怖の谷』においては、モリアーティはホームズと間接的に対決し、勝利を収めるが、これは「最後の事件」に臨む前の対決である。
モリアーティはドイルの母親であるメアリのスペルをもじって作り出した人物だといわれるが、
「犯罪界のナポレオン」というあだ名などを含めてのモデルはアダム・ワースという人物だとドイルは挙げており、このワースは1844年のプロイセンに生まれて5歳の時に家族ごとアメリカに移住、南北戦争の第一次ブルランの戦いの時に戦死したことになり、そのまま姿を消してその後ボストン地域で泥棒になり活躍し、1869年にはボストン最大の銀行であるボイルストン国法銀行を「無関係な隣の家を借りてそこから穴をあけて金庫室に侵入」という「赤毛連盟」の元ネタのような手段で大金（15万から20万ドルほど）を奪った、銀行側も対抗するためピンカートン探偵社を雇ってワースを追わせたが、ワースはヨーロッパに逃げ、ヘンリー・J・レイモンドと名前を変え、ロンドンなどに窃盗団のネットワークを築き、当時スコットランドヤードの犯罪捜査部門の長だったサー・ロバート・アンダースンに「犯罪界のナポレオン（the Napoleon of the criminal world）」というあだ名をつけられた人物で、これ以外にも絵画泥棒としても有名であった。
モリアーティの登場は言及も含めての登場は6作品に留まるが、ウィリアム・ジレットが脚色した舞台で出番を増やすなどしたことで、ライバルキャラクターとして人気が確立していった。

## 関連作品
モリアーティがその後のフィクションに与えた影響は大きい。「一匹狼の名探偵を組織力で圧倒する『悪の権力者』」、「正体を現さず、自らは手を汚さない犯罪立案者」というキャラクター（ただし、実際のモリアーティは結局は正体を現わし、自ら手を汚してホームズと一対一で死闘までしている）は、「完全なる悪」として君臨し続けることになるのである。

### パスティーシュ
モリアーティをモデルとした（あるいは影響を受けた）作品が多いため、ホームズが登場するパスティーシュを先にまとめて解説する。

#### 映画・テレビ（パスティーシュ）
『シャーロック・ホームズの素敵な挑戦』（1976年）
演 - ローレンス・オリヴィエ / 日本語吹替 - 松岡文雄
映画。モリアーティ教授は以前、ホームズの家庭教師をしていた普通の人物だったが、コカイン中毒のホームズに妄想で犯罪王に仕立て上げられてしまっている。
『ヤング・シャーロック/ピラミッドの謎』（1985年）
映画。エンドクレジットの最後に、作中の「ある人物」がモリアーティと署名するシーンが登場する。
『Hands of a Murderer』（1990年、イギリスのテレビ用映画）
演 - アンソニー・アンドリュース
絞首刑直前で逃走したモリアーティが国家機密を盗み、それを解読するためにシャーロック・ホームズの兄マイクロフトを誘拐する。
『SHERLOCK（シャーロック）』（2010年 - 2017年）
演 - アンドリュー・スコット / 日本語吹替 - 村治学
事件の黒幕として「ジム・モリアーティ」（英語版では『ジェームズ・モリアーティ』）が登場する。原作と違い30代の風貌であり、天才でありながら退屈しのぎに悪をなすソシオパスになっている。
『エレメンタリー ホームズ&ワトソン in NY』
演 - ナタリー・ドーマー / 日本語吹替 - 小林沙苗
史上初の女版モリアーティ。シーズン1中盤において、ホームズの恋人アイリーン・アドラーを殺した犯人とされ、後半でモリアーティ自身がシャーロックに惹かれ、アイリーンの偽名で近づいた。
『シャーロック・ホームズ』（2009年）
日本語吹替 - 土師孝也（劇場公開版）、石塚運昇（テレビ朝日版）
顔が見えないため配役は不明だが、アイリーン・アドラーを雇って暗躍していた事が終盤に彼女自身から語られている。
『シャーロック・ホームズ シャドウ ゲーム』（2011年）
演 - ジャレッド・ハリス / 日本語吹替 - 森田順平
イギリス国内の連続爆破テロ、ヨーロッパ各地の犯罪事件の黒幕とされている。映画の終盤、ライヘンバッハの滝でホームズと対決する。
『ミス・シャーロック/Miss Sherlock』（2018年）
演 - 斎藤由貴
上記の『エレメンタリー ホームズ&ワトソン in NY』に続き、二度目の女版モリアーティ。入川真理子(本名モリワキアキラ)という心理カウンセラーとして登場。洗脳した患者を操り事件の裏で糸を引いていたが、最終回でライヘンバッハビルからシャーロックとともに転落し、死亡したとされている。
『シャーロック アントールドストーリーズ』（2019年）
演 - 大西信満
日本のテレビドラマ。守谷壬三（もりや じんぞう）として登場。
市川利枝子と共に拘置所から脱走した被告の1人。経歴は不明。犯罪組織の首領であり、誉獅子雄の宿敵でもある。
アリシア号の船庫で獅子雄を待ち、「守谷です」と登場するも、「私が本当の守谷だと思っていますか？」と偽者と思わせるような事を告げた後、獅子雄の手を掴み、海に飛び込んだまま行方不明になった。
イニシャルはJ.M.と共通している。
『エノーラ・ホームズの事件簿2』（2022年）
演 - シャロン・ダンカン＝ブルースター / 日本語吹替 - 佐古真弓
上記の『エレメンタリー ホームズ&ワトソン in NY』『ミス・シャーロック/Miss Sherlock』に続き、三度目の女版モリアーティ。ミス・トロイという名で登場。
『Young Sherlock Holmes』(TBA)
演 - ドーナル・フィン

#### アニメ（パスティーシュ）
『名探偵ホームズ』（1984年）
声 - 大塚周夫
緻密な犯罪計画を立案できる頭脳と非情な性格の持ち主だが、「殺人はしない」「ここぞの場面でドジを踏んでホームズにしてやられる」など原作に比べてかなりコミカルな描写が目立つ。
『モリアーティ教授の犯罪学講座』（1985年） - 徳間ジャパンコミュニケーションズ
上記アニメのサウンドドラマ。モリアーティ教授が部下のトッドとスマイリーと共に、アニメ本編で登場した事件を取り上げながら犯罪学について講義する。
『探偵オペラ ミルキィホームズ』 （2010年 - 2016年）
声 - 小山力也。
本人は劇場版に登場。第1期、サマー・スペシャル、第2期および劇場版には子孫の「森・アーティ」（声 - 高城元気）が登場する。
『歌舞伎町シャーロック』（2019年 - 2020年）
声 - 山下誠一郎
架空の街「新宿區歌舞伎町」を舞台に置き換えたテレビアニメ。ベイカー街遊撃隊を由来とする歌舞伎町遊撃隊のリーダー格。

#### 漫画（パスティーシュ）
『憂国のモリアーティ』（2016年） - ジャンプ・コミックス
声 - 斉藤壮馬
竹内良輔（構成）、三好輝（漫画）による、モリアーティを主人公とした漫画作品。 ウィリアム（主人公・次男）、アルバート（長男）、ルイス（三男）の「三兄弟のモリアーティ」であることから、上記の複合姓説を採用していると思われる。

#### 人形劇（パスティーシュ）
『シャーロック ホームズ』（2014年）
声 - 江原正士
ホームズやワトソンが在籍するビートン校の教頭。学校を仕切る実力者で、左右バランスの異なる顔を持つ。生徒たちに厳格で、マイペースなホームズを目の敵にしている。

#### コンピューターゲーム（パスティーシュ）
『英国探偵ミステリア』（2013年） - 花梨エンターテイメント
声 - 郷田ほづみ
SONY PSP対応ゲームソフト。ホームズJr.やワトソンJr.の宿敵として登場。車椅子に乗りスペルバウンドという暗黒組織を率いている。
『Fate/Grand Order』（2017年） - TYPE-MOON
声 - 土師孝也
第1.5部第1章「亜種特異点I 悪性隔絶魔境 新宿『新宿幻霊事件』」のメインキャラクターであり、魔弾の射手の要素を自ら組み込んだ重火器使い「新宿のアーチャー」として登場。
本作では論文『小惑星の力学』はアイザック・アシモフの解釈を採用し、惑星破壊の論文であるとされている。ゲーム中でも惑星破壊計画を巡り、主人公たちと共闘、また敵対する。
また、「アラフィフ」と自称する「新宿のアーチャー」とは別人格として、「第2部第6.5章 死想顕現界域トラオム『或る幻想の生と死』」では、青年期（声優：伊東健人）の姿にて、主人公たちと共闘・敵対しながらの謎めいた案内役で登場し、作中世界の「ライヘンバッハの滝」でシャーロック・ホームズと戦う。

#### 小説（パスティーシュ）
『犯罪王モリアーティの生還』『犯罪王モリアーティの復讐』（1979年 - 1980年） - 講談社文庫
イギリスの作家ジョン・ガードナーによる、モリアーティを主人公とした連作。
『ドラキュラ紀元』（1995年） - 創元推理文庫
キム・ニューマンによるパラレル・ワールドを扱った小説。モリアーティが重要なキャラクターとして登場する。
『シャーロキアン・クロニクル』シリーズ（1999年 - 2000年） - 新書館/ウィングス文庫
真瀬もとによる、モリアーティとホームズが同一人物という仮説を基にした小説。「世界一有名な諮問探偵」と「犯罪界のナポレオン」が誕生に至るまでの経緯を描く。
『千里眼を持つ男』（2004年） - 講談社文庫
アメリカの推理作家マイケル・クーランドによる推理小説。モリアーティを主人公とし、ホームズと共闘させている。
『長州シックス 夢をかなえた白熊』（2013年） - 講談社
荒山徹による短編集。表題作に登場。
『アンデッドガール・マーダーファルス』（2015年） - 講談社タイガ
声 - 横島亘
青崎有吾による小説。本作ではライヘンバッハの滝から生還したという設定で、主人公たちの敵として登場する。

### その他
ホームズが存在しない（あるいは、現実同様に小説として存在する）世界を舞台とした作品、もしくは、それらが明確にされていないが、モリアーティモチーフのキャラクターが登場した作品。

#### 舞台
『キャッツ』
劇団四季が上演するミュージカル。原作は詩人T・S・エリオットの『キャッツ - ポッサムおじさんの猫とつき合う法（The Old Possum's Book of Practical Cats）』であるが、その中に登場するマキャヴィティというキャラクターは、ホームズシリーズのファンであったエリオットがモリアーティをモデルに作ったものである。

#### 映画・テレビ
『新スタートレック』（1988年）
演 - Daniel Davis / 日本語吹替 - 佐々木勝彦（『スタートレック:ピカード』）
アメリカのSFテレビドラマシリーズ。第29話「ホログラムデッキの反逆者」及び第138話「甦ったモリアーティ教授」で登場。モリアーティ教授（の人格プログラム）が、その天才的な知性によって自分がプログラムに過ぎないことを知り、ホロデッキの外の世界に出ていこうとする話となっており、ホロデッキの抱える問題点を考えさせられる話となっている。同じ設定・配役で『スタートレック:ピカード』 (2023年)にも登場する。
『古畑中学生』（2008年）
演じるのは浅野和之。古畑任三郎の中学生時代を描いたもので、モリアーティをもじった「森脇教頭」という人物が登場する。こちらは主人公の敵ではなく終盤で犯人グループに襲われそうになった古畑達を助け、なおかつ古畑に犯罪捜査のアドバイスを贈るという、刑事になった古畑にとって「最も影響を受けた人物」として描かれている。なお、古畑は別の回でホームズと同じ誕生日という事が明かされている。
『相棒』（2020年）
season18 第14・15話。杉下右京のロンドン研修時代の相棒である南井十が、滝に身を投じたと見られ、それぞれホームズ、モリアーティ、ライヘンバッハの滝のオマージュで「最後の事件」をなぞっている。

#### アニメ
『オリビアちゃんの大冒険』（1986年）
ロンドンの犯罪王として登場する敵キャラクターのラティガン教授はモリアーティをモデルにしている。
『名探偵コナン 時計じかけの摩天楼』（1997年）
声 - 石田太郎
建築家の森谷帝二という人物が登場するが、名前の由来はモリアーティ教授から。コナン達からも「森谷教授」と呼ばれている。
『名探偵コナン ベイカー街の亡霊』 （2002年）
声 - 小林清志
コナン達が体験するゲームの登場キャラクター。ジャック・ザ・リッパーを手下にしていたが、悪目立ちしすぎたジャックを自らの正体を見抜いたコナン達に売った上に、囮としてジャックにアイリーン・アドラーの命を狙わせ、自らは手を汚さずに劇場の客席から高みの見物をきめこむ。

#### 漫画
『リーグ・オブ・エクストラオーディナリー・ジェントルメン』（1999年） - DCコミックス
アラン・ムーアによる、19世紀文学をクロスオーバーしたコミック作品。モリアーティ教授が意外な形で登場する。
『リーグ・オブ・レジェンド/時空を超えた戦い』（2003年）
演 - リチャード・ロクスバーグ / 日本語吹替 - 野島昭生
上記コミック作品の映画化。原作と同様の登場の仕方をしている。

#### ビデオゲーム
『LOST JUDGMENT 裁かれざる記憶』（2021年） - セガ
本編とは別に進行するユースドラマにて登場する、誠稜高校の生徒を非行に誘い込む「プロフェッサー」はモリアーティ教授がモチーフになっている。